# Hrad na Babské skále
Hrad na Babské skále je zaniklý nedostavěný hrad, jehož zbytky se dochovaly Babské skále u Pajzova, části obce Vejvanov v okrese Rokycany.

## Historie
Písemné prameny o hradu mlčí, za jeho výstavbou pravděpodobně stojí snaha o ochranu blízkých nalezišť železné rudy ve 14. století. Stavba hradu byla patrně ukončena již v jeho první fázi a místo tak dnes odborníkům dává jedinečný náhled do podoby začátků budování hrádků.

## Stavební podoba
Hrad stával na skalním suku, který na severní přístupové straně chránil nedokončený šíjový příkop. Před ním zůstal do nepravidelného valu navršený materiál. Skalní povrch v zadní části hradního jádra nese stopy po úpravách.

## Přístup
Babská skála se zbytky hradu je volně přístupná po odbočce z modře značené turistické trasy z Chotětína k rozcestí Pod Babskou skálou jihovýchodně od Vejvanova.